# 一宮地域
一宮地域（いちのみやちいき）は、岡山県岡山市北区にある広域地区である。一宮地域センター（旧 一宮支所）の管轄する地域。かつての御津郡一宮町（いちのみやちょう）に相当する。1971年1月8日に岡山市に編入された。

## 概要
当エリアは、岡山市北区役所一宮地域センターが管轄し、中山中学校の学区とほぼ同じである。吉備高原に至る丘陵部中腹から、平野部に至る部分を範囲とし、南西部に吉備中山の東麓部を有する。
本地域内を流れる河川は全て笹ヶ瀬川水系に属する。本流の笹ヶ瀬川は津高地域より万成に入って西向きに流れ、一宮浄化センターから南下して尾上を越えて吉備地域へと入り児島湾へ向かう。主な域内支流には佐山に源流を持ち今岡および楢津・辛川市場を流れて浄化センター付近で本流に合流する中川、長野および横尾に源流を持ち大窪および辛川市場と西辛川の境界を流れて尾上で本流の笹ヶ瀬川と合流する砂川、吉備津から西辛川に流れて吉備津彦神社の境内池に水を供して砂川と並走し尾上にて本流笹ヶ瀬川に合流する西川などがある。
地域名は同地域内の大字一宮に由来し、同地はかつて備前国の一宮である吉備津彦神社の門前町であったことが、その地名の起源である。
主にこの地域は隣接する津高地域地域とともに市域でも有名な白桃とマスカット・オブ・アレキサンドリアの産地として知られており、街道沿いにはこれら作物を生産する農家の直売所が点在している。特に白桃に関し芳賀清水域で採れるものにおいては清水白桃（しみずはくとう）の名で知られており、これは全国的にも高いブランド力を有している。
南部の吉備中山周辺部である一宮地区は、吉備路の一部で東端部に当たる。
地域南部では大型団地の造成や国道180号線周辺を中心に市街化・宅地化が進み、ベッドタウンとして人口が増加した。一方で農家が多いことや山間部交通の不便さにより、旧岡山市域（平成の大合併以前における岡山市域。灘崎・御津・建部・瀬戸等を含まない地域）においては最も高齢化率の高い地域と言われている。

## 地域
現行の行政地名において、一宮、一宮山崎を除き、旧町村名は大字としては残されていない。中学校は下記の一宮全体を学区とする中山（ちゅうざん）中学校一校が存在している。
 中山（ちゅうざん）
旧・一宮村に相当する。
- 一宮（いちのみや）
- 尾上（おのうえ）
- 西辛川（にしからかわ）
- 辛川市場（からかわいちば）

 馬屋下（まやしも）
おおむね旧・馬屋下村に相当（一部は現在桃丘）する。
- 大窪（おおくぼ）
- 長野（ながの）
- 芳賀（はが） - 一部を除く
- 福谷（ふくたに）
- 松尾（まつお）
- 横尾（よこお）

 平津 （ひらつ）
おおむね旧・平津村に相当（一部は現在桃丘）する。
- 一宮山崎（いちのみや やまさき）
- 今岡（いまおか）
- 首部（こうべ）
- 楢津（ならづ）

 桃丘（ももがおか）
人口増にともない、上記平津・馬屋下の一部を割いてできた桃丘小学校区に相当する。
- 芳賀佐山団地
  - 芳賀の一部（上芳賀地区） - 馬屋下より割譲
  - 佐山 - 平津より割譲

## 教育
- 岡山市立中山小学校
- 岡山市立馬屋下小学校
- 岡山市立桃丘小学校
- 岡山市立平津小学校
- 岡山市立中山中学校
- 岡山県立岡山一宮高等学校

## 交通
鉄道
- JR西日本桃太郎線（吉備線） 備前一宮駅

 バス路線 
- 中鉄バス国道180号方面路線。
  - 芳賀佐山団地行き（大窪経由、平津経由の2系統）
  - 吉備津神社行き
  - 高松・最上稲荷行き
  - 足守方面行き
  - かつては「大窪経由最上稲荷行き」が存在したが、現在は撤退している。

 道路 
- 高速道路
  - 山陽自動車道 吉備サービスエリア（吉備スマートインターチェンジ）
- 一般国道
  - 国道180号
  - 国道180号岡山西バイパス
- 県道
  - 岡山県道61号妹尾御津線
  - 岡山県道238号上芳賀岡山線
  - 岡山県道239号上芳賀大窪線
  - 岡山県道241号長野高松線（高松稲荷参道 大窪越え）
  - 岡山県道243号一宮備前一宮停車場線
  - 岡山県道700号岡山総社自転車道線

## 経済・産業

### 事業所等
- 岡山リサーチパーク（芳賀地域）
- 中鉄バス岡山営業所ならびに車両基地
- 角南製造所（芳賀地域）--「桃太郎トマトゼリー」などで注目を浴びている缶詰工場
- 金萬堂本舗（辛川市場および大窪地域）

県内でも大手に位置するきびだんご製造メーカー。きびだんごを田楽状に加工した「きび田楽」で有名。辛川市場に事務所を、大窪に製造工場を持つ。

### 商店
小売店 
- イオンタウン一宮（楢津地域）
  - ザ・ビッグ 岡山一宮店
  - ホームセンタータイム 一宮店
- エディオン 一宮店（楢津地域）
- マルナカ 一宮店（楢津地域）
- マツダオートザム岡山北 三友自動車（一宮山崎）
- ザグザグ 一宮店（一宮）
- イチデンテレビマート（一宮）

 コンビニエンスストア 
- ローソン
  - 辛川市場店（辛川市場）
  - 辛川西店（一宮境目地域）
  - 平津店（平津地域）
- ファミリーマート 岡山一宮店（楢津地域）
- デイリーヤマザキ 岡山楢津店（今岡・楢津地域）
- セブン-イレブン
  - 一宮店（西辛川地域）
  - かつては一宮高校前に「一宮高校前店」が存在したが撤退している。

 飲食店 
- すわき後楽中華そば
  - 吉備SA上り線フードコート内（今岡）
  - 一宮店（楢津）
  - かつては西辛川[1]にフランチャイズの店舗が存在した。
- かもがた亭 一宮店（一宮）
- 岡山プラザホテル 吉備SA上り線フードコート・レストラン (今岡)
- 岡山ルートサービス 吉備SA下り線フードコート・レストラン (今岡)

## 名所・旧跡・観光スポット・祭事・催事

### 名所
- 吉備津彦神社
- 艮御崎神社
- 宗形神社 - 神社敷地内北に円墳がある。
- 市川喜佐衛門（通称「ヤコボ（ディエゴ）喜斎」[2]日本二十六聖人の一人）墓碑

### 祭事・催事
- 吉備津彦神社の御田植祭
- びぜん一宮桃太郎フェスティバル